# La Crise (nouvelle)
Pour le film réalisé par Coline Serreau, voir La Crise. Pour le roman situé dans l'univers étendu de Star Wars, voir La Crise (roman).
La Crise est une nouvelle de vingt-six pages d'Anton Tchekhov (en russe : Pripadok).
Tchékhov a voulu peindre en Grigori Vassiliev « un héros de la pâte de Garchine » et décrire le choc qu’est la découverte de la prostitution pour un jeune homme pur et idéaliste.

## Historique
La Crise est initialement publiée dans l'ouvrage intitulé Hommage à Vsevolod Garchine en 1888. 

## Résumé
Mayer et Rybnikov, étudiants, décident d’emmener leur ami Grigori Vassiliev dans la rue des maisons closes. Ils y ont leurs habitudes, à l’opposé de Vassiliev pour qui c’est une première.
Vassiliev s’y sent étranger. Il regarde les femmes, les hommes, les laquais, les décorations de mauvais goût. L’ivresse aidant, il parle un peu avec les filles, mais tout cela le dégoûte, et il accuse ses amis de participer au meurtre de ces femmes.
En rentrant chez lui, Vassiliev cherche un moyen pour sauver ces filles. Doit-il se marier avec l’une pour la sauver ? Il souffre pour toutes ces femmes perdues. Cette douleur attaque sa raison. Il se mord pour souffrir. Ses amis prennent peur et le conduise chez un psychiatre. On lui prescrit du bromure et de la morphine, mais il en prend déjà.

## Extraits
- « Vassiliev se tenait derrière eux. Il aurait voulu, lui aussi, faire un salut de théâtre et dire quelque sottise, mais il se contentait de sourire, éprouvait une impression de gêne voisine de la honte. »
- « De même qu’un bon acteur reflète les gestes et la voix d’autrui, l’âme de Vassiliev savait refléter la douleur d’autrui. En voyant couler les larmes, il pleurait, auprès d’un malade, il devenait malade lui-même. »

## Édition française
- La Crise, traduit par Édouard Parayre, éditions Gallimard, Bibliothèque de la Pléiade, 1970  (ISBN 2 07 010550 4).

## Adaptation française
- La nouvelle La crise a été adaptée en spectacle théâtrale et musical dans l'Intégrale Tchekhov à partir du 13 avril 2019 au Théâtre du Nord-Ouest dans une adaptation et mise en scène d'Olivier Bruaux et Luana Kim sous le titre Paroxysme.